# کارلوس گارسیا (بازیکن فوتبال زاده ۱۹۷۰)
کارلوس گارسیا (انگلیسی: Carlos García؛ زادهٔ ۱۳ اوت ۱۹۷۰) بازیکن فوتبال اهل اسپانیا است.
از باشگاه‌هایی که در آن بازی کرده‌است می‌توان به باشگاه فوتبال اتلتیک بیلبائو، باشگاه فوتبال اتلتیک بیلبائو بی، و باشگاه فوتبال اوساسونا اشاره کرد.
وی همچنین در تیم ملی فوتبال باسک بازی کرده‌است.